# Hōsei-Universität

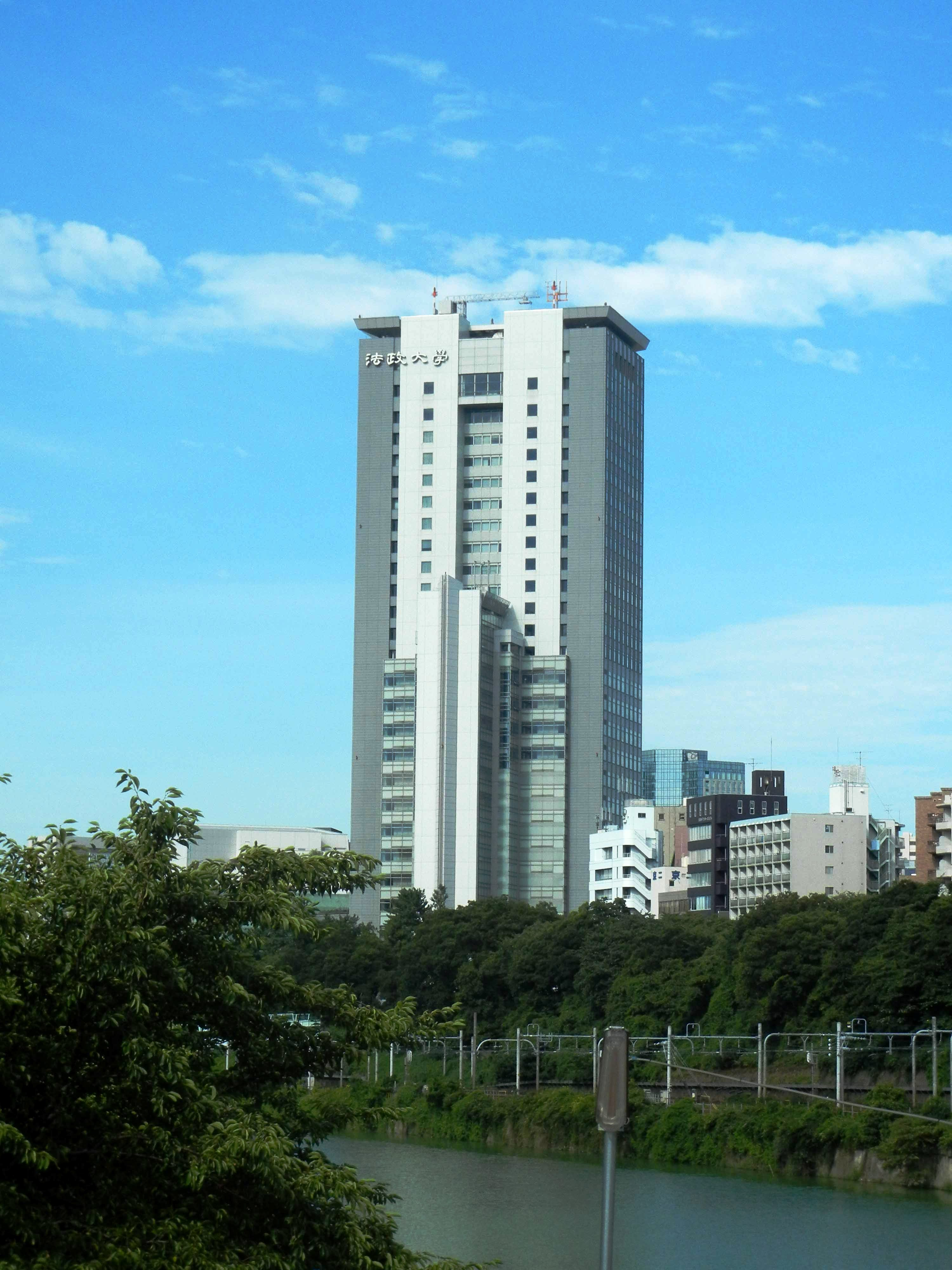
Boissonade Tower (ichigaya)

Die Hōsei-Universität (japanisch 法政大学, Hōsei Daigaku, dt. etwa: „Universität für Rechts- und Staatslehre“) ist eine private Universität mit Sitz in Tokio.
Die Hōsei-Universität ging 1903 aus der 1880 gegründeten „Tōkyō School of Law“ (東京法学社、Tōkyō hōgaku-sha), der ersten privaten Rechtsschule in Japan, und der Französischschule „Tōkyō Futsugaku-kō“ (東京仏学校) hervor. An der Gründung waren beteiligt: Gustave Boissonade, Tomii Masaakira und Ume Kenjirō, der Vater des japanischen Bürgerlichen Gesetzbuches. 1920 wurde sie als Privatuniversität anerkannt.
Die Universität unterhält die Fakultäten Recht, Geisteswissenschaft, Wirtschaftswissenschaft, Sozialwissenschaften, Ingenieurwissenschaften und Wirtschaftsverwaltung. Sie nutzt drei Gelände:
den Ichigaya-Campus als Hauptcampus in Chiyoda, der Tama-Campus in Machida und der Koganei-Campus in Koganei.
Die Universität ist bekannt für das 1972 gegründete „Institute of Okinawan Culture“ (沖縄文化研究所
Okinawa bunka kenkyūjo), das „Nogami Memorial Noh-Play Research Center“ (野上記念法政大学能楽研究所, Nogami kinen Hōsei daigaku nōgaku kenkyūjo), 1977 das „Boissonade Institute für Modern Law“ (ボアソナード記念現代法研究所, Boissonade kinen gendai-hō kenkyūjo) und das „Ōhara-Institute for Social Research“ (大原社会問題研究所, Ōhara shakai mondai kenkyūjo).
1989 waren 17.227 Studenten eingeschrieben. Zu der Universität gehören auch eine Mittelschule und eine Oberschule.
Die Hōsei-Universität ist eine der sechs Universitäten von Tokio, die sich jährlich zu einem Baseball-Turnier treffen.

## Bekannte Absolventen
Künstler und Sportler:
- Asa Higuchi (* 1970), Mangaka
- Hasegawa Shirō (1909–1987), Schriftsteller und Übersetzer
- Takeshi Honda (* 1981), Eiskunstläufer
- Odagiri Hideo (1916–2000), Literaturkritiker
- Yuka Satō (* 1973), Eiskunstläuferin
- Dai Tamesue (* 1978), Leichtathlet
- Hideo Yamamoto (* 1968), Mangaka
- Shihomi Fukushima (* 1995), Säbelfechterin und Olympiamedaillengewinnerin
- Takahiro Shikine (* 1997), Florettfechter und Olympiasieger